# Brigade Piron
Pour les articles homonymes, voir Piron.
La brigade Piron est une unité belgo-luxembourgeoise qui participa à la bataille de Normandie et à la libération de la Belgique et des Pays-Bas aux côtés des armées alliées pendant la Seconde Guerre mondiale.

## Origines
Les origines de la brigade Piron se trouvent dès 1940, parmi les militaires belges qui sont parvenus à se réfugier en Grande-Bretagne après l'évacuation de Dunkerque. Il s'agit principalement de militaires belges qui ont refusé de déposer les armes le 28 mai 1940. Le premier noyau de militaires belges doit imposer son existence au gouvernement belge qui estime que la Belgique doit sortir du conflit après l'armistice entre la France et l'Allemagne. C'est après avoir menacé de rejoindre les forces de la France Libre de Gaulle qu'ils parviennent à faire entendre leurs voix. Un commandement du camp militaire belge de regroupement, sous la direction du lieutenant-général Baron van Strydonk de Burkel, est créé en Grande-Bretagne, à Tenby, le 25 mai 1940, trois jours avant la capitulation de la Belgique. Le lieutenant général van Strydonk devient commandant des forces belges de Grande-Bretagne en juin 1940 et, le même mois, le ministre Jaspar appelle tous les Belges à le rejoindre en Grande-Bretagne pour continuer le combat.
Fin juillet 1940, on trouve 462 hommes dans les forces belges de Grande-Bretagne. L’arrivée de nombreux Belges permet la création de plusieurs unités militaires terrestres. Les troupes sont entraînées en Grande-Bretagne et au Canada, et l’année 1942 voit l’arrivée en Écosse du major Jean-Baptiste Piron, qui entre rapidement dans l’état-major des forces terrestres, et reçoit la mission de parfaire l’entraînement de ces troupes. Les forces belges de Grande-Bretagne sont officiellement mises à la disposition des Alliés le 4 juin 1942, et la fin de l’année voit la restructuration des forces terrestres avec la création du premier groupement belge mieux connu sous l'appellation 1st Belgian Group, placé sous le commandement du major Piron, promu lieutenant-colonel en avril 1943. Ce groupement de taille un peu supérieure à un bataillon, est conçu comme une infanterie mécanisée autonome avec son génie, son artillerie et son escadron de blindés de reconnaissance. L’entraînement des troupes se poursuit en 1943 et des exercices de débarquement sont effectués début 1944.
Une unité luxembourgeoise de 70 volontaires est affectée en mars à la brigade qui devient donc belgo-luxembourgeoise (43 nouveaux volontaires luxembourgeois rejoignent la brigade en septembre 1944). En raison de l’appel aux Belges du monde entier, on y parle trente-trois langues. Une force plus importante aurait pu être formée avec les Belges qui combattaient au sein des armées alliées et dans la Légion étrangère française. Plusieurs des officiers belges de la campagne victorieuse d'Abyssinie ont d'ailleurs rejoint l'Angleterre pour pouvoir continuer la lutte en Europe. D'autre part, des commandos et des parachutistes composés de Belges et d'Anglais ont opéré en Yougoslavie, en Belgique et aux Pays-Bas (et plus d'une centaine d'aviateurs belges ont participé aux opérations de la RAF depuis 1940).

## Le1stBelgian Group en Normandie

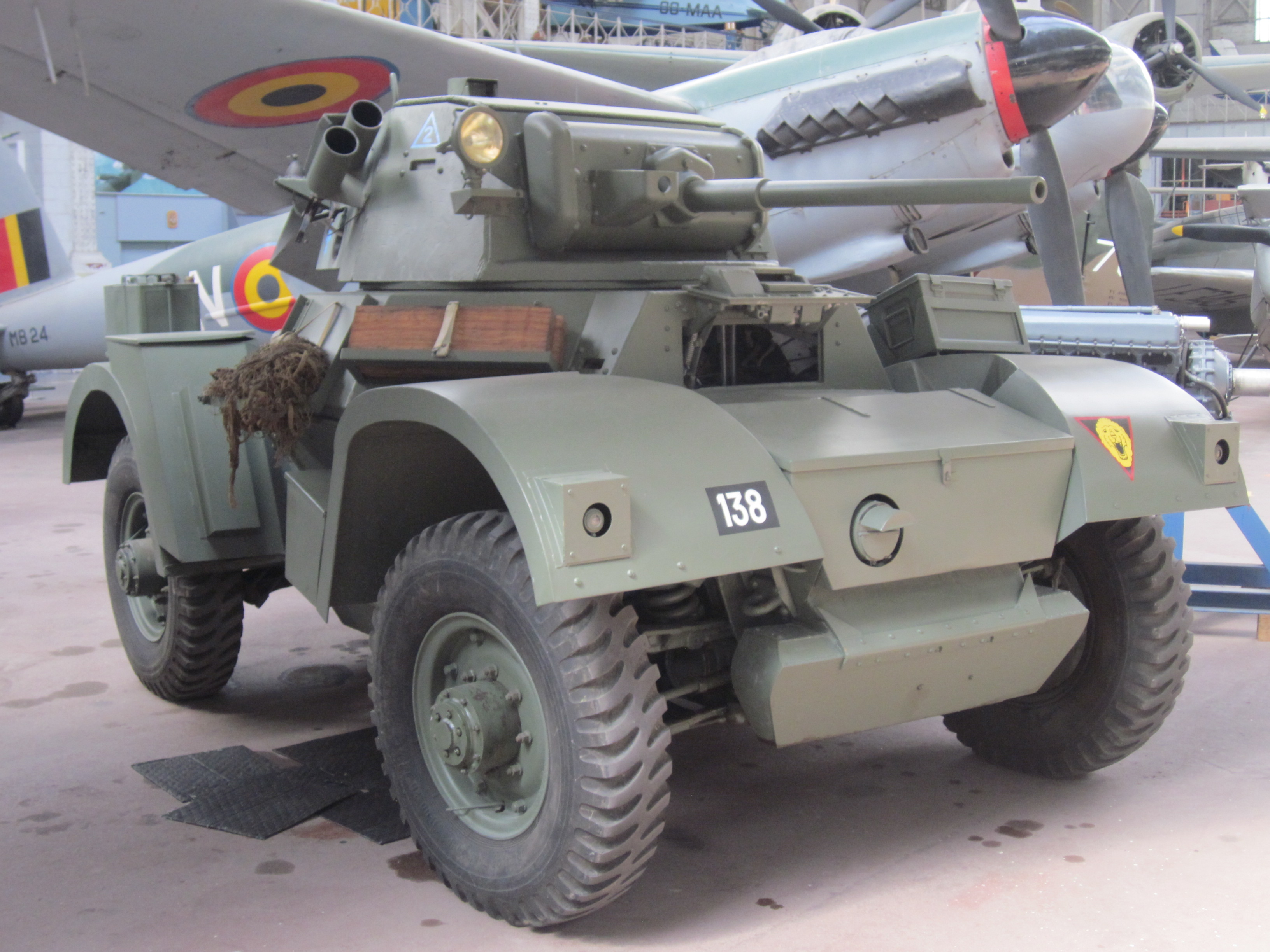
Auto blindée Daimler Mk I utilisée en Normandie

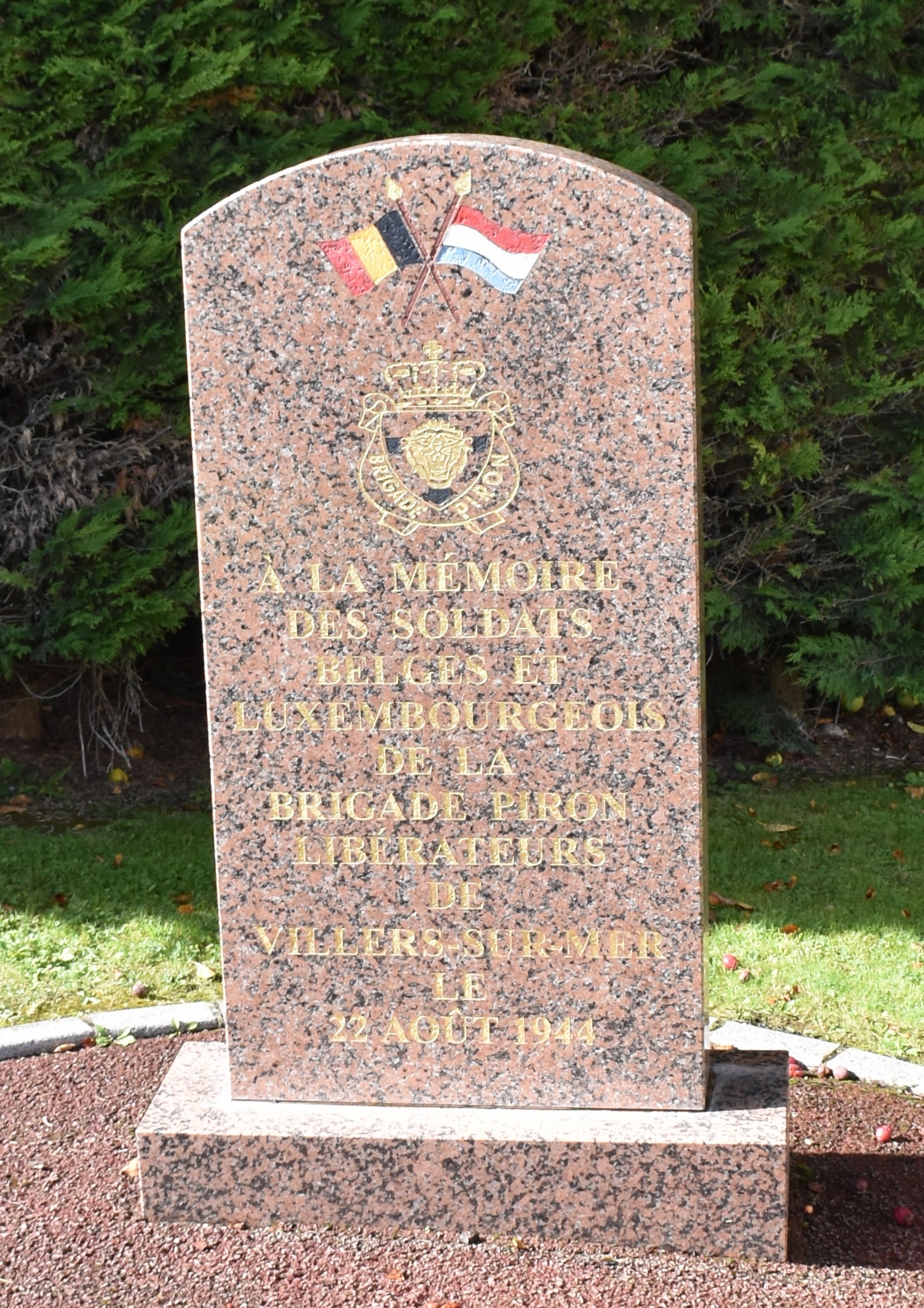
Hommage à la Brigade Piron à Villers-sur-Mer.

Le débarquement du 6 juin 1944 se déroule sans le Groupement belge, à la grande déception des 2 200 hommes qui le composent, mais les Britanniques préfèrent les réserver pour la libération de la Belgique. Le colonel Piron fait pression sur le gouvernement belge en exil, qui lui-même sollicite le gouvernement britannique pour faire envoyer les troupes belges au front, le moral de ces troupes déclinant sérieusement.
Le 29 juillet, le Groupement belge reçoit l’ordre de se tenir prêt à faire mouvement vers Tilbury pour y embarquer à bord de quatre Liberty ships. Les premières unités arrivent le 30 juillet en Normandie, mais le gros de la troupe arrive à Arromanches et Courseulles le 8 août avant la fin de la bataille de Normandie. Le groupement est placé sous le commandement de la 6e division aéroportée britannique du général-major Gale, qui dépend de la 1re Armée canadienne.
Jean-Baptiste Piron prend contact avec l’état-major britannique, et le Groupement belge reçoit son baptême du feu le 9 août.
Les troupes belges passent à l’attaque le 17 août, dans le cadre de l’opération Paddle, en compagnie des troupes britanniques et néerlandaises. Franceville est occupée dans la soirée et officiellement libérée le lendemain, ; Varaville est à son tour libérée le 20 août. Les blindés se séparent de l'infanterie et partent avec les Britanniques. Dives-sur-Mer et Cabourg sont prises le matin du 21 août, puis Houlgate dans l’après-midi, Blonville-sur-Mer, Villers-sur-Mer et Deauville le 22 août, puis Trouville-sur-Mer et Honfleur le 24.
Les blindés rejoignent le reste du groupement le 26 août à Conteville et Foulbec, jour où il passe sous le commandement de la 49e division britannique.
Le 29 août, traversée de la Seine et marche sur Le Havre le surlendemain. L’attaque est sur le point de commencer quand l'unité est subitement retirée du front. Cette décision est imposée au commandant de la 49e division britannique en raison de l'insistance du gouvernement belge de voir les troupes de Piron participer à la libération de la Belgique.
Le 2 septembre ordre est donné d’arriver le plus vite possible à Bruxelles, l’état-major britannique ayant l’intention de prendre la capitale le lendemain. Les troupes belges passent la frontière le 3 septembre après avoir roulé toute la nuit et entrent dans Bruxelles le lendemain.
Le passage des Belges en Normandie, sur la Côte Fleurie, a laissé de nombreuses traces (stèles commémoratives, noms de voiries, tombes) et une mémoire encore vivante.
Durant la Campagne de Normandie (16 août 1944 au 26 août 1944), 27 hommes de la Brigade Piron perdent la vie.

## Le1stBelgian Group en Belgique et aux Pays-Bas
Pour un article plus général, voir libération de la Belgique et des Pays-Bas.

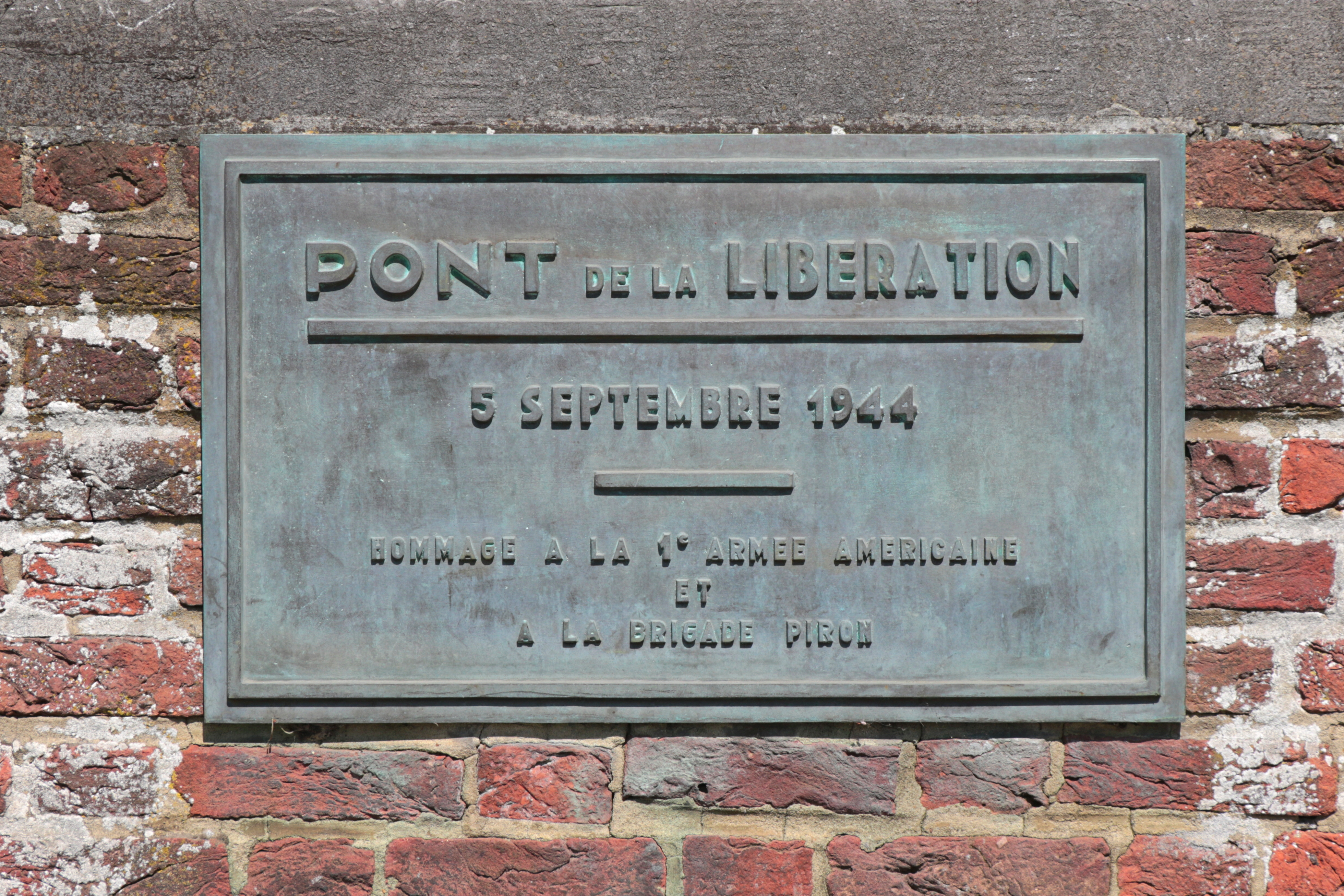
Plaque à la gloire de la 1re armée américaine et de la brigade Piron sur le « Pont de la Libération » à Ottignies en Brabant wallon.

Les Belges entrent en Belgique le 3 septembre par Rongy et arrivent à Bruxelles le 4 septembre. Au cours de leur progression en Belgique, la population, incrédule à l'idée d'être libérée par des compatriotes, les prend parfois pour des Canadiens francophones.

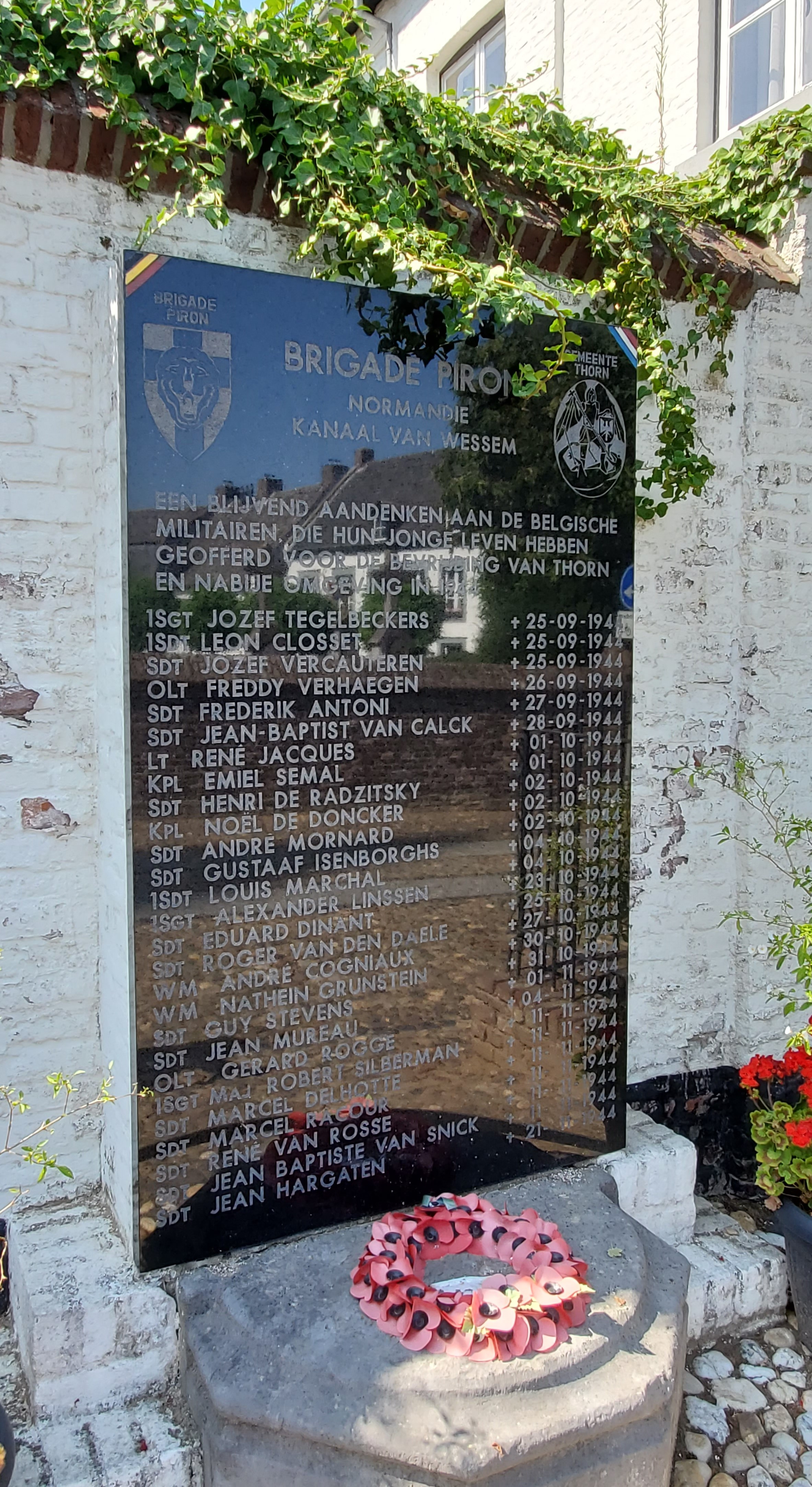
Plaque commémorative Brigade Piron à Thorn (Limbourg) Pays-Bas.

Une anecdote : des cadreurs belges qui accompagnaient les troupes alliées se trouvèrent soudain en pointe (imprudemment, car la Wehrmacht n'était pas loin), alors qu'ils roulaient sur la « chaussée de Mons ». Passant en face du laboratoire cinématographique Labor Ciné situé à l'entrée de la commune bruxelloise d'Anderlecht, que certains d'entre eux connaissaient pour en avoir été les clients avant la guerre, l'idée leur vint d'y entrer. Or, le laboratoire avait été réquisitionné par l'armée allemande qui, peu auparavant, y avait encore fait développer des négatifs. Et c'est dans les bains de développement qui avaient reçu les dernières images allemandes de l'occupation de la Belgique que furent développées quelques-unes des premières images de la libération du pays tournées par des cadreurs belges.
Le groupement belge libère d'autres villes et entre aux Pays-Bas le 22 septembre, pendant que des éléments motorisés de l'armée belge en voie de reconstitution libèrent une partie du Limbourg et Maaseik. La campagne de Hollande dure jusqu'au 17 novembre, date à laquelle le groupement est relevée du front et part au repos à Louvain.
Dans cette ville, les effectifs sont portés à ceux d'une brigade d'infanterie à trois bataillons par l'incorporation de 2 400 volontaires. Le 1st Belgian Group devient alors la Première Brigade d'infanterie. Mais cette nouvelle brigade perd son caractère d'unité intégrée avec le départ de ses blindés, de son artillerie et de son génie.
Ensuite, c'est le retour aux Pays-Bas entre le 11 avril 1945 et début mai 1945.
Dans la petite ville néerlandaise de Thorn, un pont porte son nom en honneur de sa libération le 25 septembre 1944.
Sept hommes de la Brigade Piron perdent la vie durant la campagne de Belgique (du 3 septembre au 22 septembre 1944) et 46 autres durant les deux campagnes de Hollande (du 22 septembre au 17 novembre 1944 et du 4 avril au 8 mai 1945).

## La1stBelgian Brigade en Allemagne occupée
À partir du 20 mai 1945, la Première Brigade d'infanterie occupe en Rhénanie-du-Nord-Westphalie un secteur de la zone britannique, et ce jusqu'au 15 décembre 1945.

## Après-Guerre

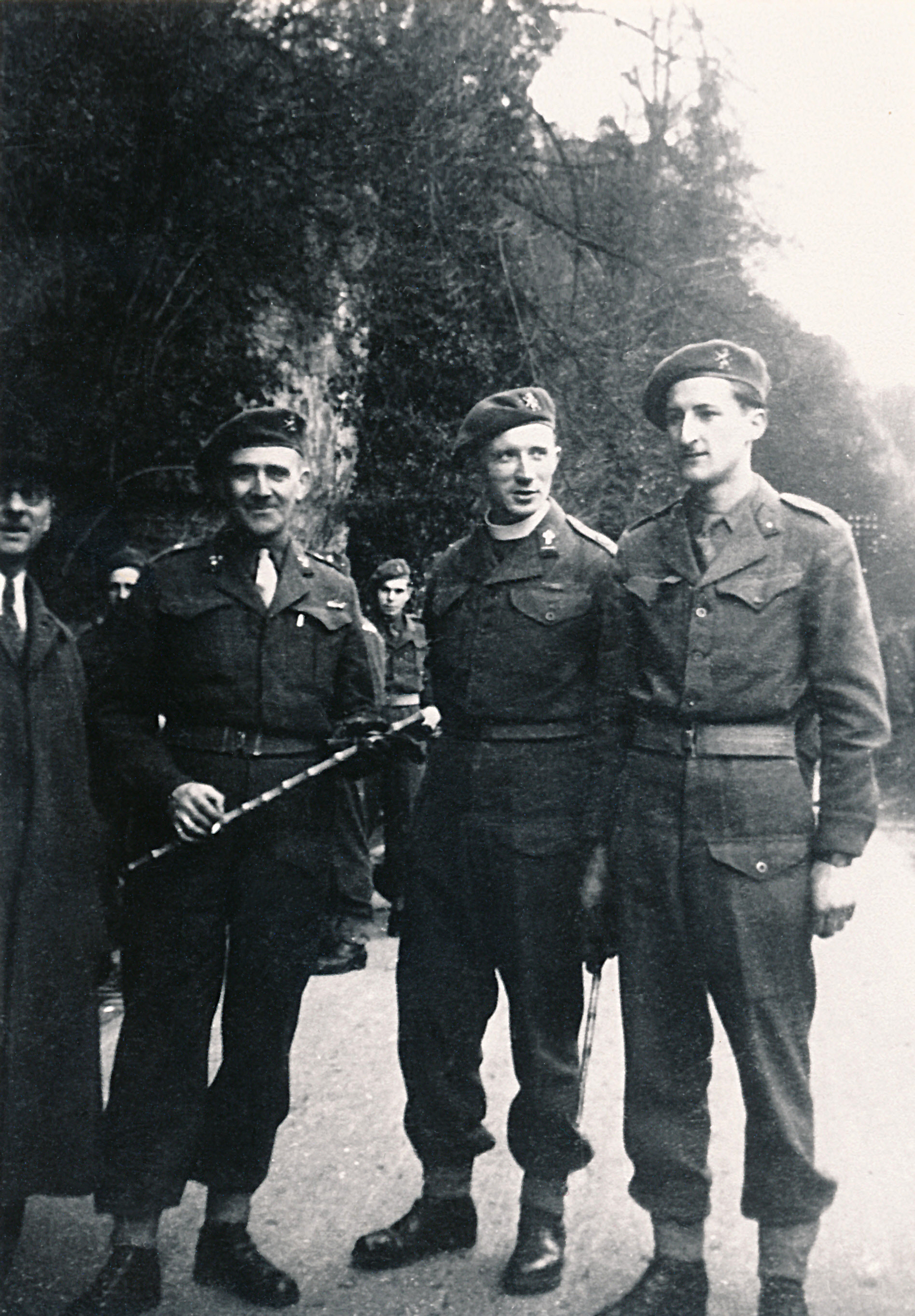
Capitaine, aumônier et adjudant de la 1ère Brigade d'infanterie.

La Première Brigade d'infanterie est à la base de la nouvelle armée belge qui occupa, durant toute la guerre froide, un créneau de l'OTAN s'étendant de la frontière belge au rideau de fer. Elle fut renommée Brigade Libération et fut stationnée finalement à la caserne de Bourg-Léopold.

## Documentation

### Films
- La brigade Piron, le pont de l'union, réalisé par Vincent Pouchain, France Télévisions - RTBF, 2020, 52 minutes.

### Vidéo
- La Brigade Piron, Bruxelles, SID, DEFENS (Bibliothèque Défense), 40 minutes.
- Actualité, Bruxelles, Televox, 1994, DEFENS (Bibliothèque Défense), 40 minutes, DEFENS: XXVI.1495 [100003713]

### Presse
- Anonyme, Vers l’Avenir - I. L'entraînement en Angleterre et la campagne de Normandie. - II. La campagne de Belgique, 10-11 juin 1976.
- A., H., La Dernière Heure, Ce que nous dit le général de Brigade sir Alexander B.G. Stanier (Trente ans après. "Ca m'est arrivé à la libération..."), 3 septembre 1974
- Henri Demaret, La brigade Piron, 39-45 Magazine, No 71, 1992, p. 38-46
- Marie-Pierre d'Udekem et Charles-Albert de Behault, Il y a quatre-vingts ans, la Brigade Piron libérait la Côte Fleurie, in Bulletin de l'ANRB, n° 321, janvier 2025.
- Yves Aublet, La Brigade Piron, l’Athéna sur la Toucques, numéro spécial juin/septembre 1994, numéro 120/121, Association des amis du musée de Trouville et du Passé Régional. Occupation et Libération de Trouville-Deauville et alentours. p. 100-105.